# 고잔동 (안산시)
고잔동(古棧洞)은 경기도 안산시 단원구의 법정동이자 행정동이다. 법정동인 고잔동 소속의 행정동으로는 고잔동, 중앙동(구 고잔2동), 호수동(湖水洞)이 있다.
안산군 인화면 고잔리였다가, 1914년 시흥군 수암면 고잔리로 개편하였다. 1986년 1월 1일 안산시 설치로 안산시 고잔동이, 2002년 11월 1일 구제 실시로 단원구 고잔동이 되었다.
안산시청 등 주요 공공시설들이 존재한다. 또한 안산의 주요 상업지역인 중앙역 주변과 함께, 광덕대로를 중심으로 남북으로 상업 사무 지역을 형성하고 있며, 수도권 전철 4호선이 운행되는 안산선의 고잔역, 중앙역이 위치해 있다.

## 고잔 명칭 유래
곶(고지), 곶안 명칭이 변화되어 고잔으로 부르게 되었다. 현재 안산천과 화정천이 사이에 있는 지역으로 과거 현재의 두 하천 하류에 바닷물이 드나거린 작은 두 개의 만 사이에 곶이 존재 했으며, 곶의 안쪽 지역인 곶안이 고잔으로 불리게 되어 유래된 것으로 보인다.

## 관할 행정동
법정동으로서의 고잔동은 다음 행정동을 포괄하는 지역이다.

### 고잔동
구 고잔1동 지역을 말한다. 안산시의 유일한 상급종합병원인 고려대학교 안산병원이 위치해있다.

### 중앙동
구 고잔2동 지역을 말한다. 이 지역을 안산시의 중앙부에 있다 하여 흔히 '중앙동'이라는 명칭으로 불려왔지만 오랜 기간 고잔2동이라는 공식명칭으로 있어왔다. 고잔1동 지역은 주로 고잔동으로 부르며, 고잔2동 지역을 중앙동으로 가리키는데, 때때로 성포동 스타프라자 사거리 지역도 흔히 중앙동으로 통한다. 이는 안산시 초기 1986년 고잔동을 개편해서 행정동 명칭을 중앙동으로 사용한 역사가 있으며, 2년도 안 되어 1988년에 고잔1동, 고잔2동, 성포동으로 분동되어, 더 이상은 행정구역 명칭으로는 중앙동이 공식적으로 사용되지 않았지만 이 지역 주민들은 흔히 중앙동으로 사용하고 있다. 안산시가 생긴 초창기부터 주요한 사무 및 상업지역으로 기능해오고 있으며, 특히 중앙역 주변은 안산의 주요 상업지구인 안산 중앙역 로데오거리가 바로 위치해 있다. 2018년 현재 기준 고잔2동에서 다시 중앙동(中央洞)으로 명칭이 환원되었다.

### 호수동
2000년대에는 안산신도시 2단계 사업으로 고잔신도시가 형성되기 시작했다. 고잔1동 지역 중 안산선 이남 지역이 신도시개발 중심지역으로써 계획됨에 따라서 원래 간석지인 농경지 혹은 녹지였던 곳이 대부분 새로운 도심으로 바뀌였다. 안산천과 화랑천의 합류 부근 호수공원을 인공적으로 조성해서, 고잔1동의 고잔신도시 지역은 호수동(湖水洞)이 설치되어 중심상업지역과 주거지역 및 안산호수공원이 형성하게 되었다. 수원지방법원 안산지원 및 수원지방검찰청 안산지청 또한 이곳에 위치해 있다.

## 역사
- 조선시대 안산군 인화면(仁化面) 고잔리
- 1914년 4월 1일 시흥군 수암면 고잔리로 개편하였다.
- 1986년 1월 1일 안산시 설치로 안산시 고잔동으로 개편하였고, 행정동 중앙동 관할로 두었다.
- 1988년 중앙동을 고잔1동·고잔2동·성포동으로 분동하였다.
- 2002년 11월 1일 구제 실시로 단원구 고잔동
- 2003년 3월 3일 고잔신도시 인구 증가로 고잔1동을 호수동으로 분동하였다.
- 2017년 7월 1일 고잔동으로 변경되었다.

## 고잔역 및 중앙역 주변
- 안산시청
- 수원지방법원 안산지원
- 수원지방검찰청 안산지청
- 고려대학교 안산병원
- 안산문화예술의전당
- 안산와스타디움
- 중앙동 로데오거리
- 안산문화광장
- 안산호수공원
- 안산시립중앙도서관

## 주거
| 단지명                      | 건설사   | 시행사                                 | 주소              | 입주               | 비고                   |
| --------------------------- | -------- | -------------------------------------- | ----------------- | ------------------ | ---------------------- |
| 고잔 롯데캐슬 골드파크      | 롯데건설 | 고잔연립1단지 주택재건축 정비사업조합  | 단원구 적금로 164 | 2018년 10월        | 고잔연립1단지 재건축   |
| 안산 롯데캐슬 시그니처 중앙 | 롯데건설 | 주공5단지 2구역 주택재건축정비사업조합 | 단원구 당곡1로 10 | 2027년 11월 (예정) | 고잔주공5-2단지 재건축 |

## 교육
- 진흥초등학교
- 고잔초등학교
- 덕성초등학교
- 중앙초등학교
- 단원중학교
- 송호중학교
- 양지중학교
- 중앙중학교
- 단원고등학교
- 고잔고등학교
- 양지고등학교
- 경안고등학교